# Archie Comics

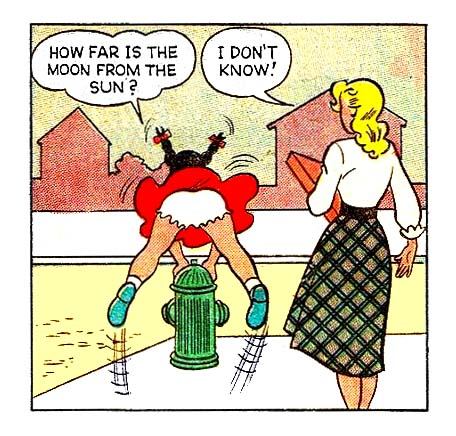
Angela hace preguntas en Suzie Comics, febrero de 1952. La imagen es de dominio público.

No debe confundirse con Archie, el cómic insignia de esta misma editorial.
Archie Comic Publications, Inc. es una editorial de cómics estadounidense con sede en Pelham, Nueva York. La compañía es conocida por sus muchos títulos con adolescentes ficticios, entre ellos Archie Andrews, Jughead Jones, Betty Cooper, Veronica Lodge, Reggie Mantle, Sabrina Spellman, Josie and the Pussycats y Katy Keene.
La compañía comenzó en 1939 como MLJ Comics, que publicó principalmente cómics de superhéroes. Los personajes iniciales de Archie fueron creados en 1941 por el escritor-editor John L. Goldwater y el artista Bob Montana, en colaboración con el escritor Vic Bloom. Aparecieron por primera vez en Pep Comics # 22 (portada en diciembre de 1941). Con la creación de Archie, el editor John Goldwater esperaba atraer a los fanes de las películas del personaje Andy Hardy, protagonizadas por Mickey Rooney.
Archie Comics también fue el título de la publicación más antigua de la compañía, con el primer número que apareció con una fecha de portada de invierno de 1942 (primer trimestre). A partir del número 114, el título se acortó simplemente como Archie. La serie insignia se relanzó desde el número 1 en julio de 2015 con una nueva apariencia y diseños un poco más adecuados para una nueva generación de lectores. Los personajes y conceptos de Archie Comics también han aparecido en numerosas películas, programas de televisión, dibujos animados y videojuegos.

## Historia

### MLJ Magazines

#### 1939-1946: primeros años

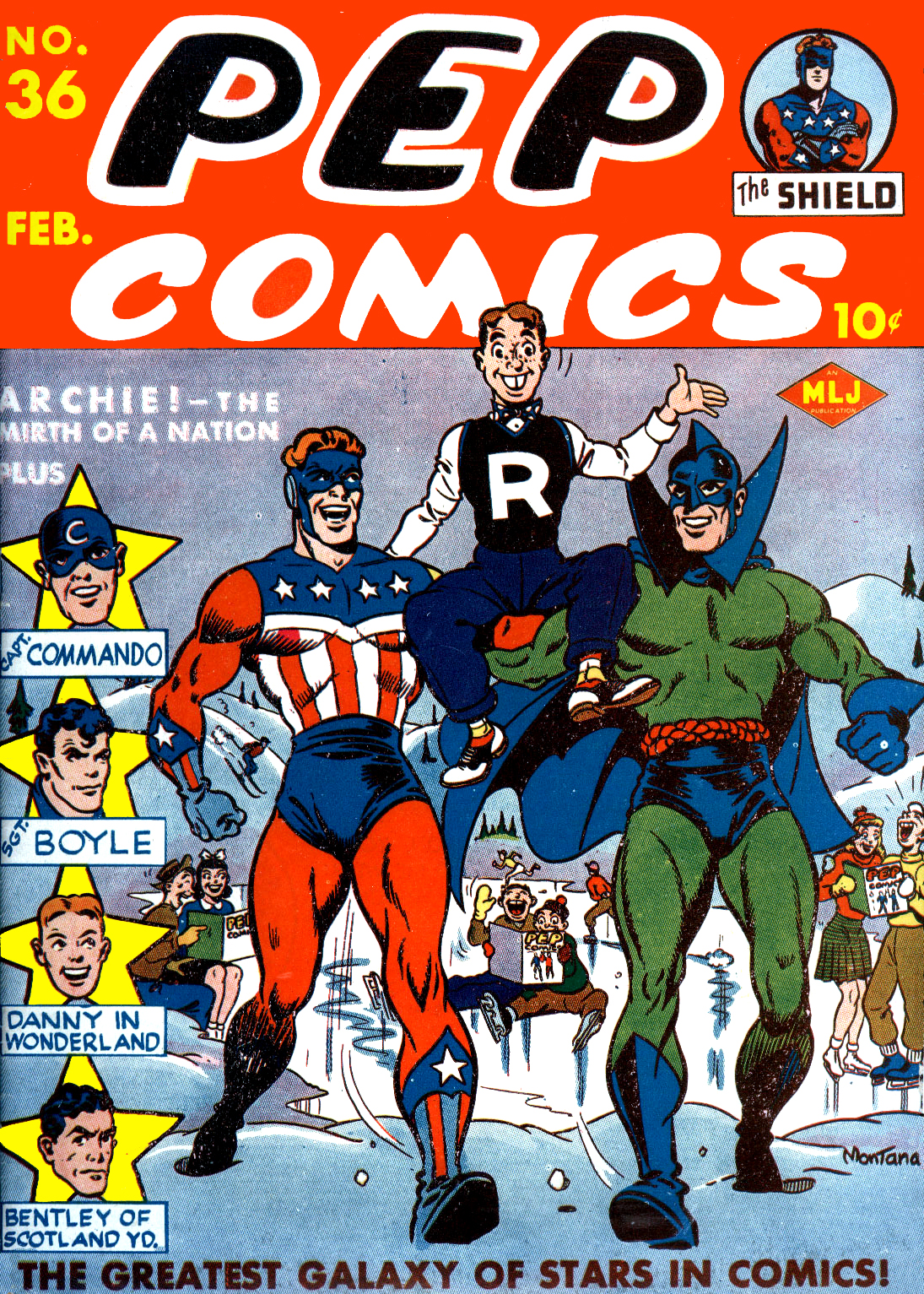
Portada de Pep Comics #36.

Maurice Coyne, Louis Silberkleit y John L. Goldwater formaron MLJ Magazines y comenzaron a publicar en noviembre de 1939. El nombre de la compañía se derivó de las iniciales en los nombres de los socios.
Coyne se desempeñó como contable y CFO de MLJ. Coyne y Silberkleit habían sido socios en Columbia Publications, una compañía de pulp que tuvo su última publicación en 1960. Silberkleit tenía un título universitario de la Universidad de St. John, era un farmacéutico registrado y licenciado, y tenía un título de abogado de la Facultad de Derecho de Nueva York. Sus esfuerzos se centraron en el negocio, la impresión, la separación, la distribución y los fines financieros de la empresa. John Goldwater se desempeñó como editor en jefe. Goldwater fue uno de los fundadores de Comics Magazine Association of America, y se desempeñó como su presidente durante 25 años (Comics Magazine Association of America es más conocida por los fanes de cómics por su infame Comics Code Authority). Goldwater también fue un comisionado nacional de la Liga Antidifamación.
El primer cómic de MLJ, publicado en noviembre de 1939, fue Blue Ribbon Comics con la primera mitad a todo color y la última mitad en tonos rojos y blancos. En enero de 1940, Pep Comics debutó con The Shield, el primer héroe patriótico de cómics de EE. UU., creado por el escritor y editor en jefe Harry Shorten y diseñado por el artista Irv Novick. Top Notch Comics se lanzó en diciembre de 1941. Hasta marzo de 1944, la presentación principal en la portada de Pep era The Shield, cuando Archie se hizo cargo de la portada. The Shield fue un precursor para el Capitán América de Joe Simon y Jack Kirby, siendo publicado 14 meses antes.

### Archie Comics

#### 1946-años 1990
Las películas de Andy Hardy fueron una inspiración para que Goldwater concibiera un cómic acerca una persona normal con quien los lectores se identificaran. El adolescente Archibald "Chick" Andrews debutó con Betty Cooper y Jughead Jones en Pep Comics #22 (diciembre de 1941), en una historia del escritor Vic Bloom y el artista Bob Montana. Archie pronto se convirtió en el personaje titular de la revista MLJ Magazine, lo que llevó a la compañía a cambiar su nombre a Archie Comic Publications. Siberkleit y Coyne suspendieron Columbia Publications. A fines de la década 1950, Archie Publishing lanzó su línea "Archie Adventure Series" con una nueva versión de Shield y dos nuevos personajes.
El número de la revista Help! de Harvey Kurtzman de febrero de 1962 presentó su parodia de los personajes de Archie en su historia de Goodman Beaver titulada "Goodman Goes Playboy", que fue ilustrada por el colaborador frecuente Will Elder. El editor Jim Warren de Help! recibió una carta el 6 de diciembre de 1961 que acusaba a la revista de infracción de derechos de autor y exigía retirar esa edición ofensiva de los quioscos. Warren no pudo retirar esos ejemplares de la revista, pero accedió a un acuerdo fuera de la corte en lugar de arriesgarse a una demanda costosa. Warren le pagó a Archie Comics USD$1000, y publicó una nota de disculpa en una edición posterior de Help!. La historia se reimprimió en la colección Executive Comic Book en 1962, con las ilustraciones modificadas por Elder para disimular la apariencia de los personajes de Archie. Archie Comics encontró su apariencia todavía demasiado cercana a la de sus propiedades con derechos de autor y amenazó con otra demanda. Kurtzman y Elder llegaron a un arreglo fuera de la corte cediendo los derechos de autor sobre esa historia. Archie Comics mantuvo los derechos de autor y se negó a permitir que la historia se volviera a publicar. Una solicitud de Denis Kitchen en 1983 para incluir la historia en su colección de reimpresiones de Goodman Beaver fue rechazada. Después de que el copropietario de The Comics Journal, Gary Groth, descubriera que Archie Comics había permitido que expiraran los derechos de autor sobre "Goodman Goes Playboy", se reimprimió la historia en The Comics Journal #262 (septiembre de 2004), y se puso a disposición como un archivo .pdf en el sitio web de la revista.
A mediados de la década 1960, durante el período en que los fanes e historiadores llaman la Edad de Plata de los cómics, Archie Comics convirtió a sus superhéroes en un nuevo sello editorial diferente, "Mighty Comics Group", con los héroes de MLJ retratados en el mismo humor de la serie de Batman en esa misma década. Esta impresión terminó en 1967.
A principios de la década de 1970, Archie Enterprises Inc. se hizo pública. Poco más de 10 años después, el hijo de Louis Silberkleit, Michael, y el hijo de John Goldwater, Richard, devolvió Archie Comic Publications a propiedad privada. Michael Silberkleit se desempeñó como director y coeditor, mientras que Richard Goldwater se desempeñó como presidente y coeditor. Coyne se retiró en la década de 1970 como CFO.
En las décadas de 1970 y 1980, Spire Christian Comics, una línea de cómics de Fleming H. Revell, obtuvo la licencia para presentar a los personajes de Archie en varios de sus títulos, incluyendo Archie's Sonshine, Archie's Roller Coaster, Archie's Family Album y Archie's Parables. Estos cómics usaron a Archie y sus amigos para contar historias con marcadas temáticas y moralejas cristianas, a veces incorporando escrituras de la Biblia. En al menos un caso, los personajes regulares se encuentran con una figura parecida a Cristo en la playa, y escuchan mientras él predica gentilmente sobre los valores cristianos.
Archie lanzó un sello editorial de terror y fantasía de corta duración, Red Circle Comics, en la década de 1970. La compañía revivió esa editorial en la década de 1980 por su breve línea de cómics sobre superhéroes. Más tarde, en la década de 1980, Archie planeó volver a publicar superhéroes con el sello editorial Spectrum Comics, contando con varios talentos de alto perfil, pero canceló este intento antes de llegar a publicar un solo número siquiera.
Habiendo licenciado a los superhéroes de MLJ de Archie en 1991, DC Comics lanzó su sello editorial Impact Comics con estos héroes.

#### Años 2000
El 4 de abril de 2003, Dad's Garage Theatre Company en Atlanta tenía previsto debutar una nueva obra de Roberto Aguirre-Sacasa, Archie's Weird Fantasy, que mostraba al residente más famoso de Riverdale saliendo del armario y mudándose a Nueva York. El día anterior a la apertura programada de la obra, Archie Comics emitió una orden de cese y desistimiento, amenazando con un litigio si la obra se desarrollaba como estaba escrito. El director artístico de Dad's Garage, Sean Daniels, dijo: "La obra consistía en representar a Archie y sus amigos de Riverdale mientras maduraban, se revelaban a sí mismos y enfrentaban la censura. Archie Comics pensó que si Archie era retratado como gay, eso diluiría y mancharía su imagen". Se estrenó unos días más tarde como "Weird Comic Book Fantasy" con los nombres de los personajes cambiados. En 2014, Aguirre-Sacasa se convertiría en el director creativo de Archie.
Bill Yoshida aprendió a escribir letras de cómics de parte de Ben Oda y fue contratado en 1965 por Archie Comics, donde tuvo un promedio de 75 páginas por semana durante 40 años para un total aproximado de 156 000 páginas.
Archie Comics demandó al dúo de música The Veronicas por infracción de marca registrada en 2005 por el nombre de la banda, que, según Archie Comics, se tomó del personaje del cómic. Archie Comics y Sire Records (sello discográfico de The Veronicas) llegaron a un acuerdo que involucraba la co-promoción.
En 2008, Archie Publications volvió a licenciar a DC Comics sus superhéroes de MLJ para una línea integrada del Multiverso DC, Red Circle.

#### 2010-presente
Después de la muerte de Richard Goldwater en 2007 y de Michael Silberkleit en 2008, Nancy, viuda de Silberkleit y el medio hermano de Goldwater, Jonathan, se convirtieron en co-CEO en 2009. A Nancy Silberkleit, exmaestra de arte de la escuela primaria, se le asignó la responsabilidad de proyectos escolares y teatrales, y Jon Goldwater, exgerente de música pop/rock, fue responsable de dirigir los esfuerzos diarios de publicación y entretenimiento de la compañía. La compañía demandó a Silberkleit en julio de 2011, y Goldwater presentó otra demanda en su contra en enero de 2012, alegando que estaba tomando malas decisiones comerciales y que había alienado al personal; ella a su vez lo demandó por difamación. Hasta febrero de 2012, la juez de la Corte Suprema de Nueva York, Shirley Kornreich, en Manhattan, había multado a Silberkleit con USD $500 por violar la orden de la corte que temporalmente la excluye de la sede de la compañía, y dijo que la corte podría nombrar un receptor temporal para proteger los activos de la compañía. A partir de mayo de 2016, estos procedimientos legales se habían resuelto.[cita requerida]
A partir de 2010, la compañía se asoció con Random House Publisher Services para la distribución de su librería, que incluía la venta de libros de bolsillo, novelas gráficas originales y libros en otros formatos adicionales. Archie Comics vio cómo aumentó su producción de novelas gráficas y ediciones coleccionables de 11 títulos de libros ese año a 33 en 2012, y a 40 títulos en 2013. Las ventas de la compañía también aumentaron un 410 % para cómics y un 1000 % para cómics digitales desde 2010.
A partir de julio de 2010, se lanzó el primer número de Life with Archie. La serie presentó dos historias diferentes que exploran dos futuros posibles: un mundo donde Archie se casa con Betty y un mundo donde se casa con Veronica. La serie también incorporó temáticas más contemporáneas, como la muerte, los problemas de matrimonio, el matrimonio entre personas del mismo sexo, el cáncer, los problemas financieros y el control de armas.
Kevin Keller, el primer personaje gay de Archie Comics, debutó en Veronica #202 en septiembre de 2010. El personaje fue creado a partir de una conversación entre Goldwater y Dan Parent, antiguo escritor y artista de Archie Comics, durante la primera cumbre creativa de la compañía, acerca de traer más diversidad a Riverdale. La emisión se agotó a nivel de distribuidor, lo que llevó a Archie Comics por primera vez a emitir una segunda edición de un cómic. En junio de 2011, Keller apareció en su propia miniserie de cuatro partes. Una serie bimestral de Kevin Keller lanzada con el escritor y artista Parent a principios de 2012 recibió un premio GLAAD por Cómic Sobresaliente el año siguiente.
En marzo de 2011, una copia de Archie Comics #1, publicada por primera vez en 1942, se vendió en una subasta por USD$167 300, un récord para un cómic sin superhéroes.
En abril de 2011, Archie Comics se convirtió en el primer editor convencional de cómics en hacer que toda su línea estuviera disponible digitalmente el mismo día del lanzamiento impreso. En el evento Comic Con de Nueva York en octubre de 2011, Archie Comics anunció que sus superhéroes volverían como una línea totalmente digital bajo el sello Red Circle, un modelo de suscripción con acceso al archivo de números anteriores. La impresión comenzó en 2012 con una nueva serie de New Crusaders.
En octubre de 2013, Archie Comics lanzó su primer título de terror, Afterlife with Archie, retratando a Archie y la pandilla que se ocupan de un apocalipsis zombi que comienza en su pueblo natal Riverdale. Escrito por Roberto Aguirre-Sacasa, director creativo de Archie Comics y dibujado por el artista Francesco Francavilla, Afterlife with Archie fue también el primer título de Archie Comics que se vendió exclusivamente a tiendas de cómics y obtuvo una calificación de "Teen+" ("Adolescente+"). La serie adaptó a los personajes del cómic Archie a un mundo con temáticas más adultas y tropos de terror que incluyen zombis, ocultismo, demonios y Cthulhu.
El éxito de Afterlife with Archie llevó a una segunda serie de terror, Chilling Adventures of Sabrina, que se lanzó en octubre de 2014 por parte de Aguirre-Sacasa y el artista Robert Hack. Este cómic tiene lugar en la década de 1960 en la ciudad vecina de Greendale, y sigue a Sabrina Spellman, de 16 años, mientras lucha para equilibrar sus responsabilidades como bruja en entrenamiento, con sus sentimientos por su novio, Harvey Kinkle.
El 9 de abril de 2014, Archie Comics anunció que la versión adulta de Archie Andrews presentada en la serie Life with Archie moriría en el número 36 (julio de 2014), que también sería el anteúltimo. Goldwater dijo que el destino final de Archie sería el mismo en ambos posibles futuros paralelos cubiertos por la serie. Esta versión de Archie fue asesinada salvando al senador Kevin Keller de un intento de asesinato.
En julio de 2014, Archie Comics anunció que su marca de superhéroes Red Circle Comics sería rebautizada como Dark Circle Comics en 2015. el nuevo sello editorial se enfoca en historias autocontenidas con los superhéroes de la biblioteca de Red Circle mientras se exploran los géneros de crimen, horror y aventura. La primera ola incluyó a los superhéroes The Black Hood, The Fox y The Shield. Dark Circle Comics debutó con The Black Hood #1 por el escritor Duane Swierczynski y el artista Michael Gaydos en febrero de 2015. Este título para lectores más maduros presentó al oficial de policía Gregory Hettinger, el nuevo Black Hood, que lucha contra una adicción a los analgésicos como resultado de un tiroteo fuera de una escuela en Filadelfia. El lanzamiento continuó con The Fox (abril de 2015), retomando donde la serie The Fox de Red Circle había dejado. La serie fue coescrita por Dean Haspiel y Mark Waid con ilustraciones por Haspiel. The Shield #1 (octubre de 2015), de los coescritores Chuck Wendig y Adam Christopher y el artista Drew Johnson, fue el debut en un nuevo Shield femenino llamado Victoria Adams. The Hangman #1 (noviembre de 2015) presentó una serie de terror sobrenatural del escritor Frank Tieri y el artista Felix Ruiz sobre el asesino profesional mafioso Mike Minetta haciendo un trato con el diablo para convertirse en el nuevo Hangman después de que la persona anterior en usar el manto ascendiera a los cielos.
Archie Comics lanzó una campaña de Kickstarter de USD$350 000 en mayo de 2015 para ayudar al editor a sacar al público tres series adicionales antes que por otro medio: Life with Kevin, centrada en Kevin Keller, y las nuevas series Jughead y Betty and Veronica. Cinco días después, Archie Comics canceló la campaña después de una respuesta crítica. La compañía declaró que los tres títulos todavía se publicarían más adelante.
En marzo de 2015, Archie Comics anunció que sus dos series de terror postergadas volverían bajo un nuevo sello editorial, Archie Horror, con Chilling Adventures of Sabrina #2 y Afterlife with Archie #8 que se lanzaría en abril y mayo.

## Personajes

### Archie y Riverdale
Archie se encuentra ambientado en el pequeño pueblo ficticio de Riverdale. El estado o incluso la ubicación general de este pueblo no está especificado.
The New York Times postuló que "el caricaturista Bob Montana entintó las imágenes originales de Archie y sus amigos y los dejó en una idílica comunidad del Medio Oeste llamada Riverdale porque el Sr. Goldwater, un neoyorquino, tenía buenos recuerdos del tiempo pasado en Hiawatha, Kansas."

### Superhéroes
Inicialmente, MLJ comenzó a publicar tiras de prensa de aventuras y humor en cómics de antología como era el estándar, pero rápidamente agregó superhéroes en el segundo número de su primer título, Blue Ribbon Comics #2, con Bob Phantom. En enero de 1940, Pep Comics debutó con The Shield, el primer héroe patriótico en cómics de Estados Unidos, del escritor y editor Harry Shorten y del artista Irv Novick. Los héroes de la Edad de Oro de MLJ también incluyeron a Black Hood, que también apareció en revistas pulp y un programa de radio; y The Wizard, que compartió un título de cómic con The Shield.
Reavivamientos posteriores de estos superhéroes de MLJ se produjeron bajo una serie de sellos editorialess: Archie Adventure Series, Mighty Comics, Red Circle y un intento abortado, Spectrum Comics. Archies Publications luego los otorgaron a DC Comics bajo licencia durante la década 1990 para el universo del sello editorial Impact Comics, y luego nuevamente en 2008 para una línea editorial de Red Circle Comics integrada por el Multiverso DC.
La Edad de Plata de Archie relanzó a sus superhéroes bajo el sello editorial Archie Adventure Series y luego el sello editorial Mighty Comics comenzó con una nueva versión del Shiel y dos nuevos personajes, The Jaguar y The Fly. A mediados de la década de 1960 durante la Edad de Plata de los cómics, Archie cambió a los héroes a un sello editorial nuevo, "Mighty Comics Group", con el resurgimiento de todos los héroes de MLJ hechos como parodias de Marvel Comics con "el humor chistoso del programa de televisión de Batman". Este cambio en la impresión pronto trajo a la compañía su primer cómic de equipo de superhéroes similar a los Avengers de Marvel, con los Mighty Crusaders. Esta impresión terminó en 1967.
Con la conversión de Red Circle Comics de género de horror al de superhéroes en la década de 1980, los Mighty Crusaders, Black Hood, Comet, Fly y dos versiones de Shield tuvieron sus propios títulos.
Archie planeaba volver a publicar superhéroes a fines de la década de 1980 con un sello editorial llamado Spectrum Comics, con varios talentos de alto perfil, entre ellos Steve Englehart, Jim Valentino, Marv Wolfman, Michael Bair, Kelley Jones y Rob Liefeld. Los títulos de Spectrum planeados incluían The Fly, The Fox, The Hangman, The Jaguar, Mr. Justice y The Shield. En última instancia, Archie canceló Spectrum Comics antes de llegar a publicar ni un solo número.
En 2012, Archie Comics relanzó su sello editorial de superhéroes, Red Circle Comics, como una línea totalmente digital bajo un modelo de suscripción con acceso al archivo de números anteriores a partir de New Crusader.
En 2015, Archie Comics cambió su marca de superhéroe con el nuevo título Dark Circle Comics. Se lanzó en febrero con The Black Hood, seguido del lanzamiento de The Fox en abril, mientras que The Shield y The Hangman lo siguieron en septiembre y noviembre.

## Otros títulos

### Serie "nuevo aspecto"
En 2007, Archie Comics lanzó una serie de historias de "nuevo aspecto", con personajes de Archie dibujados en un estilo actualizado y menos caricaturesco similar a la primera aparición de los personajes. Hay un total de siete historias y cada una de ellas se publicó como una historia de cuatro partes en una serie de compendios. Además, cada historia de "nuevo aspecto" se basó en una novela de Riverdale High, una serie de doce novelas que se publicaron en la década de 1990. Las únicas novelas de Riverdale High que no se adaptaron a una de estas historias son The Trouble With Candy, Rich Girls Don't Have to Worry, Is That Arabella?, Goodbye Millions, y Tour Troubles, debido a que la serie "nuevo aspecto" terminó en 2010.

### Reimpresiones
- Archie Archives Vol. 1 (Pep Comics #22-38; Archie Comics #1-2; Jackpot Comics #4-8)
- Archie Archives Vol. 2 (Pep Comics #39-45; Archie Comics #3-6; Jackpot Comics #9)
- Archie Archives Vol. 3 (Pep Comics #46-50; Archie Comics #7-10)
- Archie Archives Vol. 4 (Pep Comics #51-53; Archie Comics #11-14)
- Archie Archives Vol. 5 (Pep Comics #54-56; Archie Comics #15-18)
- Archie Archives Vol. 6 (Pep Comics #57-58; Archie Comics #19-22)
- Archie Archives Vol. 7 (Pep Comics #59-61; Archie Comics #23-25; Laugh Comics #20-21)
- Archie Archives Vol. 8 (Pep Comics #62-64; Archie Comics #26-28; Laugh Comics #22-23)
- Archie Archives Vol. 9 (Pep Comics #65-67; Archie Comics #29-31; Laugh Comics #25-26)

## Premiaciones
El Servicio Postal de los Estados Unidos incluyó a Archie en un set de cinco sellos postales conmemorativos de 44 centavos sobre el lema "Sunday Funnies", emitido el 16 de julio de 2010. La estampilla de Archie mostraba a Veronica, Archie y Betty compartiendo un batido de chocolate. Las otras estampillas mostraban personajes de las tiras cómicas Beetle Bailey, Calvin and Hobbes, Garfield y Dennis the Menace.

## Personajes de Archie Comics en otros medios

### Televisión

#### Animación
En 1968, CBS comenzó a transmitir los episodios de la serie animada The Archie Show producida por Filmation. Aunque solo duró una temporada, se emitió en repeticiones durante la década siguiente, y fue seguida por varios programas spin-off, que utilizaron segmentos de esta serie original de Archie y material nuevo. En 1970, Sabrina the Teenage Witch obtuvo su propia serie animada, también producida por Filmation. En 1970, otra propiedad de Archie recibió una adaptación como caricatura de los sábados por la mañana: Josie and the Pussycats. A diferencia de Archie y Sabrina, el show de Josie fue producido por Hanna-Barbera Productions, la compañía detrás de éxitos animados como el Oso Yogui, Los Picapiedra, Los Supersónicos y Scooby-Doo, Where are You!. Esta serie fue seguida por un spin-off en 1972 titulado Josie and the Pussycats in Outer Space. The Archie Show, Sabrina, the Teenage Witch, Josie and the Pussycats, y varias de las series spin-off incluyendo a Josie and the Pussycats in Outer Space están actualmente disponibles en DVD en sets de cajas completas.
En 1987, DIC Entertainment produjo una serie de dibujos animados emitida los sábados por la mañana en NBC, The New Archies. Esta caricatura de televisión para niños re-imaginó a los estudiantes adolescentes de Riverdale High School como preadolescentes de secundaria. Se produjeron 14 episodios de la serie, que se emitieron durante una única temporada en 1987 y se repitió en 1989. Archie Comics produjo una serie de corta duración con el mismo título y ambientada en el mismo universo que la serie animada. Las repeticiones de la serie de Tv se emitieron en la alineación matutina de la señal "The Family Channel's Saturday" desde 1991 a 1993, y en Toon Disney desde 1998 hasta 2002. El elenco fue básicamente el mismo, pero Dilton Doiley fue reemplazado como el personaje "intelectual" por un afroamericano llamado Eugene. La novia de Eugene, Amani, fue otra adición al elenco. Archie también recibió un perro mascota llamado Red.
En 1999, otra serie animada con Archie y sus amigos fue producida por DIC Entertainment. Archie's Weird Mysteries presentó a personajes centrales del cómic resolviendo misterios que ocurren en su pueblo natal Riverdale. Se emitió en la red PAX durante una sola temporada de 40 episodios y continuó transmitiéndose esporádicamente en repeticiones en otras redes. La serie completa fue lanzada en DVD en 2012. Para acompañar la serie de Archie, DIC también produjo Sabrina: The Animated Series, y su secuela Sabrina's Secret Life además de la película derivada Sabrina: Friends Forever, estas dos series y la película mostraban a Sabrina y sus tías en una edad más temprana que en los cómics originales. Títulos de cómics relacionados fueron producidos para todas estas series.
En 2012, se anunció que MoonScoop produciría una nueva serie de Sabrina the Teenage Witch, titulada Sabrina: Secrets of a Teenage Witch. Tuvo una temporada de 26 episodios en Hub Network desde octubre de 2013 hasta junio de 2014.
En 2013, MoonScoop anunció que también producirá una nueva serie animada de Archie titulada It's Archie, que presentaría a Archie y sus amigos cursando la secundaria. La primera temporada se programó para presentar 52 episodios de 11 minutos. Sin embargo, desde su anuncio no se ha publicado ninguna otra información sobre esta serie.

#### Imagen real

##### Especial de 1970 y Archie: To Riverdale and Back Again
A principios de la década de 1970, un programa especial de imagen real de los personajes del cómic Archie se emitió en la televisión estadounidense. En 1990, NBC transmitió Archie: To Riverdale and Back Again (titulado Archie: Return to Riverdale en vídeo doméstico), una película para televisión que presenta a Christopher Rich como un Archie Andrews de 30 años que regresa a su pueblo natal para una reunión de escuela secundaria, y se reúne con Betty, Veronica, y varios otros personajes de los cómics originales.

##### Sabrina the Teenage Witch
En 1996, la cadena de televisión por cable Showtime transmitió a Sabrina the Teenage Witch, una película para televisión de imagen real protagonizada por Melissa Joan Hart como Sabrina Spellman. La película sirvió como piloto de una serie de televisión homónima, también protagonizada por Hart, que comenzó a transmitirse durante el último trimestre de 1996 en ABC. Esta comedia era relativamente fiel a la serie de cómics original, y disfrutó de una larga duración hasta 2003. Actualmente está disponible en su totalidad en DVD, al igual que la película original para televisión.

##### Riverdale
Para octubre de 2014, Greg Berlanti estaba desarrollando una serie dramática para Fox titulada Riverdale, con Berlanti y Sarah Schechter como productores ejecutivos a través de Berlanti Productions, y Roberto Aguirre-Sacasa escribiendo los guiones de la serie. Contaría con Archie, Betty, Veronica, Jughead, Reggie, Kevin y Josie y las Pussycats. En julio de 2015, el episodio piloto se trasladó a The CW. Además de que la serie que ofrece una audaz y subversiva toma de la pandilla, Aguirre-Sacasa ha descrito a Riverdale como "Archie conoce Twin Peaks".
El episodio piloto fue ordenado por la red en enero de 2016, y la filmación comenzaría en el segundo trimestre de ese mismo año. En febrero de 2016, Deadline informó que K.J. Apa, Lili Reinhart, Cole Sprouse, Camila Mendes, Ashleigh Murray, Madelaine Petsch y Luke Perry fueron elegidos como Archie Andrews, Betty Cooper, Jughead Jones, Veronica Lodge, Josie McCoy, Cheryl Blossom y Fred Andrews, y en marzo de 2016, Ross Butler, Cody Kearsley, Daniel Yang y Casey Cott fueron elegidos como Reggie Mantle, Moose Mason, Dilton Doiley y Kevin Keller.

##### Chilling Adventures of Sabrina
En septiembre de 2017, se informó que Warner Bros. Television y Berlanti Productions estaban desarrollando una serie de televisión de acción en vivo para The CW, con un lanzamiento planificado para la temporada de televisión 2018-2019. Basada en la serie de cómics homónima, con el personaje de Archie Comics Sabrina Spellman, sería una serie complementaria de Riverdale. Lee Toland Krieger dirigiría el episodio piloto, que sería escrito por Roberto Aguirre-Sacasa. Ambos son productores ejecutivos junto con Greg Berlanti, Sarah Schechter y Jon Goldwater. En diciembre de 2017, el proyecto se había trasladado a Netflix con un nuevo título aún estaba por anunciarse. El servicio de transmisión había ordenado dos temporadas, que comprenden diez episodios cada una. El rodaje de la primera temporada comenzaría el 19 de marzo de 2018. Se espera que se filme back-to-back con la segunda temporada.
En enero de 2018, se anunció que Kiernan Shipka había firmado para desempeñar el papel principal de Sabrina Spellman, y el presidente de The CW, Mark Pedowitz, señaló que "en este momento, no hay discusión sobre hacer un crossover" con Riverdale. A lo largo de febrero y mediados de marzo de 2018, los miembros del reparto protagonistas restantes fueron elegidos, incluyendo a Jaz Sinclair como Rosalind Walker, Michelle Gomez como Mary Wardell/Madam Satan, Chance Perdomo como Ambrose Spellman, Lucy Davis como Hilda Spellman, Miranda Otto como Zelda Spellman, Richard Coyle como el Padre Blackwood, Ross Lynch como Harvey Kinkle, y Tati Gabrielle como Prudence. Salem Saberhagen también aparecería en la serie.

##### Katy Keene
En agosto de 2018, Roberto Aguirre-Sacasa reveló que estaba trabajando en otra serie derivada para The CW. Dijo que la posible derivación sería «muy diferente de la de Riverdale» y que se produciría «en el ciclo de desarrollo de series de 2018–19». El 23 de enero de 2019, The CW emitió una orden piloto oficial para la serie que «seguirá las vidas y los amores de cuatro personajes icónicos de Archie Comics, incluyendo la leyenda de la moda Katy Keene, mientras persiguen sus sueños de veinte y tantos años en la ciudad de Nueva York. Esta dramaturgia musical narra los orígenes y las luchas de cuatro aspirantes a artistas que intentan llegar a Broadway». El 7 de mayo de 2019, The CW ordenó la producción de la serie. El 8 de noviembre de 2019, se anunció que se estrenaría el 6 de febrero de 2020.
El 4 de febrero de 2019, se anunció que Ashleigh Murray, quien protagoniza a Josie McCoy en Riverdale, había sido contratada como protagonista en la serie derivada, saliendo de Riverdale. El 21 de febrero de 2019, Jonny Beauchamp y Julia Chan se unieron al elenco de la serie como Jorge López y Pepper Smith, respectivamente. Pocos días después, el 26 de febrero de 2019, Camille Hyde y Lucien Laviscount se unieron al elenco como dúo de hermanos, Alexandra y Alexander Cabott. Finalmente, el 11 de marzo de 2019, Lucy Hale fue elegida para el papel principal y titular de la serie.

### Películas
En 2001, Universal Studios y Metro-Goldwyn-Mayer estrenaron Josie and the Pussycats, basada en el cómic homónimo.
En 2003, Miramax anunció que estaban trabajando en una película de Betty y Veronica, pero el proyecto fue cancelado.
En 2013, Warner Bros. cerró un acuerdo para una película de imagen real basada en los cómics de Archie Comics con Roy Lee y Dan Lin como productores, Jon Goldwater, Krishnan Menon y Jon Silk como productores ejecutivos, Roberto Aguirre-Sacasa como guionista y Jason Moore firmando como director. La película se describió como una "comedia de escuela secundaria basada en la línea original de Archie Comics ambientada en un Riverdale de la época actual". En una entrevista con Comic Book Resources, Aguirre-Sacasa ha insinuado acerca de hacer una película del cómic Afterlife with Archie.
En 2021 Netflix Anunció que estaba trabajando en una película de The Archies junto a Tiger Baby Films, la historia estará ambientada en los 60 y será en formato de musical con los personajes de Riverdale, esta protagonizada por Mihir Ahuja, Dot., Kukushi Kapoor, Suhana Khan, Yuvraj Menda, Agastya Nanda, Vedang Raina y dirigida por Zoya Akhtar.

### Broadway
En 2015, Archie Comics anunció que llevaría a Archie, Betty, Veronica, Jughead y el resto de la pandilla de Riverdale a Broadway con un musical completamente nuevo. Adam McKay estuvo asignado para escribir el guion del espectáculo, mientras que Funny or Die se desempeñaría como socio presentador. El CEO Jon Goldwater y CCO Roberto Aguirre-Sacasa supervisarían la producción. Triptyk Studios empaquetó la asociación y Tara Smith, B. Swibel y Adam Westbrook supervisarían el desarrollo del musical para la compañía. En ese momento no se había anunciado ningún equipo creativo concreto para el musical.

### Pintura
En 2014, la Galería Trípoli en Southampton, Nueva York, exhibió una colección de pinturas al óleo de Gordon Stevenson, también conocido por su alias Baron Von Fancy, con personajes de Archie Comics en escenas orientadas a adultos.

## Sitio web oficial
Según el editor, el sitio web oficial de Archie recibe 40 millones de visitas al mes. Ha habido muchas ofertas y productos con licencias de Archie.